# Сагкаев, Григорий Васильевич
Григорий Васильевич (Григол) Сагкаев (1 ноября 1936, с. Дменис, Цхинвальский район, Юго-Осетинская автономная область, Грузинская ССР — 14 ноября 2016, с. Дменис, Южная Осетия) — советский передовик сельского хозяйства, садовод, Герой Социалистического Труда (1966).

## Биография
Родился в крестьянской семье. 
Работал в родном селе сначала простым колхозником, затем бригадиром комсомольско-молодежной бригады садоводческого колхоза.
В 1965 году его бригада с каждого гектара собрала 237 центнеров яблок, больше всех в Грузинской ССР.
Депутат Верховного Совета СССР 7-го созыва (1966—1970).

## Награды и звания
Герой Социалистического Труда (02.04.1966).